# Robotech, le film
Pour plus de détails, voir Fiche technique et Distribution.
Robotech est un film américano-japonais de science-fiction réalisé par Carl Macek et Noboru Ishiguro, sorti en 1986.

## Synopsis
En 2027, la Terre s'est reconstruite après la guerre avec les Zentradiens. Mais elle est de nouveau attaquée, par les Maîtres de Robotech. Outre les armes classiques, ils infiltrent également un clone dans l'état-major de l'armée terrienne.

## Fiche technique
- Titre : Robotech: The Movie — The Untold Story
- Réalisation : Carl Macek, Noboru Ishiguro
- Scénario : Carl Macek
- Pays d'origine :  États-Unis |  Japon

- Genre : Film d'animation, Film de science-fiction, Film d'action, Film de fantasy
- Format : Couleur, 35 mm
- Date de sortie US : 1986